# Миямура, Хироси
Хироcи «Херши» Миямура (6 октября 1925, Галлап, Нью-Мексико — 29 ноября 2022, Финикс) — штаб-сержант армии США в отставке, удостоился медали Почёта за свои действия в ходе Корейской войны. Поскольку к моменту награждения он находился в плену, факт награждения был строго засекречен.

## Биография
Миямура родился в Галлапе, штат Нью-Мексико в семья японских иммигрантов. Таким образом, он попал в число «нисэй», второго поколения японских американцев. Его родители перебрались в США в 1923 году и купили круглосуточную закусочную. Миямура был четвёртым из девяти детей. Его мать умерла, когда ему было 11 лет. Хироcи взял себе прозвище «Херши», поскольку один из его школьных учителей не мог правильно произнести его имя.
Со вступлением США во Вторую мировую войну президент США Франклин Рузвельт приказал сослать японских американцев в лагеря из опасений в их предательстве. Однако под эту меру не попали общины вне важной береговой «военной зоны», решение оставалось за местными властями. В Галлапе японских американцев оставили в покое.
В январе 1945 года Миямура вступил в армию США в полностью состоящий из нисэй 100-й пехотный батальон, 442-го пехотного полка. Там он прошёл обучение на пулемётчика. Эта часть состояла в основном из японских американцев с Гавайев и материковой территории США. Вскоре после капитуляции Японии Миямура ушёл в отставку и позднее вступил в армейский резерв.
В начале Корейской войны Миямура снова был призван в армию и прибыл в Корею в ноябре 1950 года. За свои действия 24-25 апреля 1951 года к югу от реки Имджин близ Тэджон-ни (Дэджон-ни) уезда Йончхон, Корея он удостоился медали Почёта. В это время он служил капралом во втором батальоне седьмого пехотного полка третьей пехотой дивизии. Во время ночной атаки китайцев он, видя, что его отделение не может больше держаться, приказал своим людям отходить, а сам остался прикрывать их отступление. Он попал в плен. Пленных пять недель гнали маршем на расстояние в 480 км, давая мало еды. В ходе марша Миямура помогал своему раненому другу Джою Анелло идти. Северкорейцы пригрозили застрелить его, если он не оставит Анелло. Отставших пленных обычно убивали. Миямура отказался, но Анелло убедил Миямуру оставить его. Анелло удалось выжить, впоследствии он навестил Миямуру в Галлапе.
Награда Миямуры стала первой засекреченной медалью Почёта. Бригадный генерал Ральф Осборн дал такое объяснение Миямуре и группе репортёров, когда сообщил им о награждении медалью Почёта: «Если бы красные узнали, что он сделал со многими их солдатами, перед тем как оказаться в плену, они могли ему отомстить. Он мог не вернуться назад».
Миямура пробыл в плену 28 месяцев. После своего освобождения 28 августа 1953 года он узнал о своём награждении медалью Почёта и повышении в звании до сержанта. Его репатриировали в США и вскоре с почётом отправили в отставку. Президент США Дуайт Эйзенхауэр вручил ему медаль Почёта на церемонии в Белом доме в октябре 1953 года.

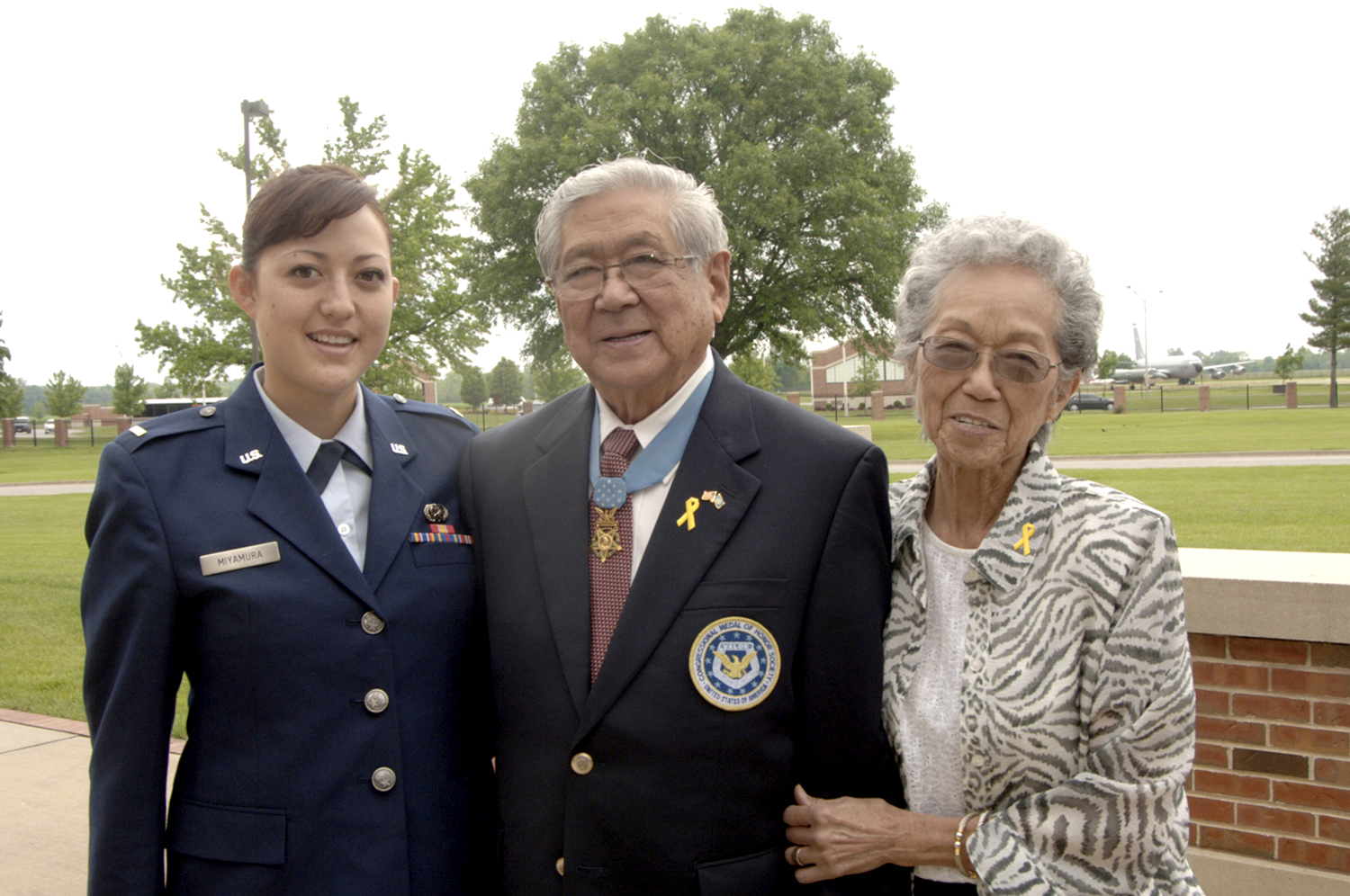
Миямура с женой и внучкой на авиабазе Скотт, штат Иллинойс, 2010 год

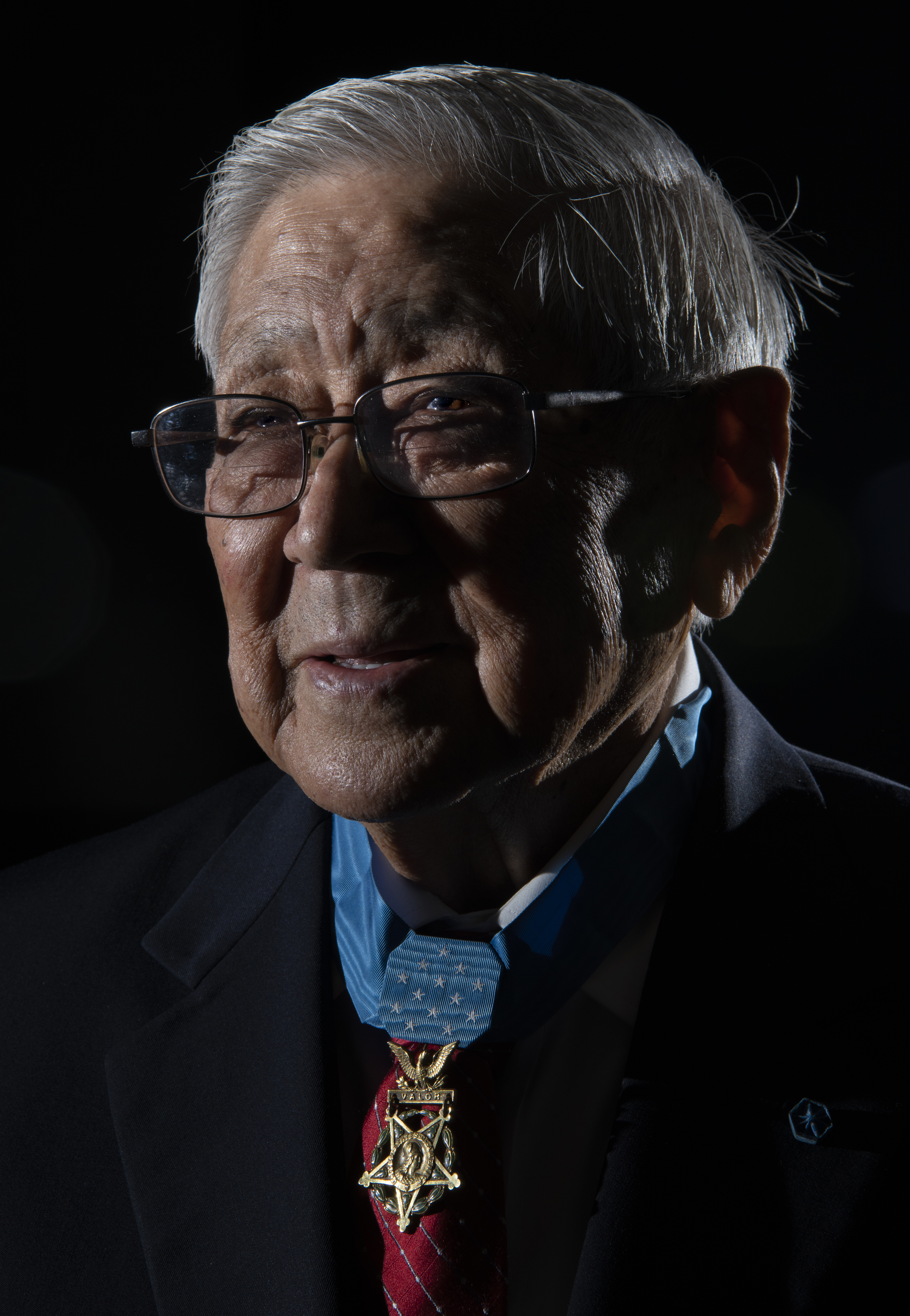
Миямура на церемонии повышения во звании его внучки, 2019 год

Миямура был женат на Терри Цусимори (13 августа 1925 — 10 декабря 2014), у супругов трое детей и четверо внуков. Внучка Мариса стала офицером ВВС. После выхода в отставку он проживал в Галлапе, штат Нью-Мексико, где работал автомехаником и обзавёлся станцией техобслуживания. Миямура продолжал поддерживать товарищей-ветеранов, также участвовал в проекте Wounded Warrior Project. Он пожизненный член поста № 1 организации Veterans of Foreign Wars. В день памяти 2018 года его история была рассказана на концерте на национальной аллее в Вашингтоне.
В знак признания работы Миямуры с молодёжью отделение ФБР в Альбукерке вручила ему награду директора за лидерство в сообществе 2014 года.
10 августа 2014 года Миямура возглавил большой парад в качестве великого маршала недели Нисэй.
Миямура умер в возрасте 97 лет 29 ноября 2022 года в г. Финикс, штат Аризона и был погребён с полными военными почестями на Sunset Memorial Park в Галлупе.
В Галлапе, штат Нью-Мексико, родном городе Мияиуры, в его честь названа площадь и хай-скул (Hiroshi H. Miyamura High School) а также эстакада на автомагистрали I-40.

## Наградная запись к медали Почёта
Звание и часть: Капрал, армия США, рота H, 2-й батальон, 7-й пехотный полк, 3-я пехотная дивизия
Место и дата: близ Тэджон-ни, Корея, 24-25 апреля, 1951
Поступил на службу: Галлуп, Нью-Мексико. Родился: Галлуп, Нью-Мексико
G.O. No.: 85, 4 ноября 1953.
Капрал Миямура из роты Н отличился благодаря необычайной храбрости и отваге при выполнении долга службы в бою с врагом. В ночь на 24 апреля рота Н занимала оборонительную позицию, когда враг пошёл в атаку. Капрал Миямура, командир отделения пулемётчиков, увидев неминуемую опасность для своих людей, без колебаний выскочил из своего убежища и со штыком в руках бросился врукопашную, убив около десяти солдат противника. Вернувшись на свои позиции, он руководил оказанием помощи раненым в процессе эвакуации. В ходе второго ожесточённого штурма противника он встал за пулемёт и вёл огонь, пока не израсходовал боезапас. Он приказал отделению отступать и остался, чтобы вывести пулемёт из строя. Затем он пробился с помощью штыка через проникших на позиции вражеских солдат к позиции второго орудия и помогал вести из него огонь. Когда стало ясно, что под мощной атакой противника роте придётся отступать, капрал Миямура приказал своим людям отходить, а сам остался прикрывать их отступление. Он убил более полусотни вражеских солдат, пока его боезапас не закончился и он не получил тяжёлое ранение. Он продолжал удерживать позицию, несмотря на болезненные ранения, пока она не была захвачена. Его видели в последний раз яростно сражающимся с превосходящим по численности противником. Своим героическим упорством и полным подчинением долгу капрал Миямура заслужил высочайшую славу и поддержал славные традиции военной службы.
Оригинальный текст (англ.)
Rank and organization: Corporal, U.S. Army, Company H, 2nd Battalion, 7th Infantry Regiment, 3rd Infantry Division
Place and date: Near Taejon-ni, Korea, April 24, and April 25, 1951
Entered service at: Gallup, N. Mex. Birth: Gallup, New Mexico
G.O. No.: 85, November 4, 1953.

Cpl. Miyamura, a member of Company H, distinguished himself by conspicuous gallantry and intrepidity above and beyond the call of duty in action against the enemy. On the night of 24 April, Company H was occupying a defensive position when the enemy fanatically attacked threatening to overrun the position. Cpl. Miyamura, a machinegun squad leader, aware of the imminent danger to his men unhesitatingly jumped from his shelter wielding his bayonet in close hand-to-hand combat killing approximately 10 of the enemy. Returning to his position, he administered first aid to the wounded and directed their evacuation. As another savage assault hit the line, he manned his machinegun and delivered withering fire until his ammunition was expended. He ordered the squad to withdraw while he stayed behind to render the gun inoperative. He then bayoneted his way through infiltrated enemy soldiers to a second gun emplacement and assisted in its operation. When the intensity of the attack necessitated the withdrawal of the company Cpl. Miyamura ordered his men to fall back while he remained to cover their movement. He killed more than 50 of the enemy before his ammunition was depleted and he was severely wounded. He maintained his magnificent stand despite his painful wounds, continuing to repel the attack until his position was overrun. When last seen he was fighting ferociously against an overwhelming number of enemy soldiers. Cpl. Miyamura's indomitable heroism and consummate devotion to duty reflect the utmost glory on himself and uphold the illustrious traditions on the military service— 